# 茅桥镇
茅桥镇，是中华人民共和国四川省乐山市市中区下辖的一个乡镇级行政单位。2019年12月，撤销九龙乡和迎阳乡，将其所属行政区域划归茅桥镇管辖。

## 行政区划
茅桥镇下辖以下地区：
茅桥铺社区、茅桥村、吴桥村、斑竹村、石庙村、李家村、元口村、尹店村、石洞村和善积村。